# 李寶春
李寶春（1950年—），幼名李寶寶，曾用藝名李泳、李永孩，台灣京劇演員，工老生，1950年在中國北京出生，祖籍河北霸縣，曾在台北中國文化大學戲劇學系中國戲劇組專任副教授、國立台灣大學戲劇學系兼任副教授，臺北新劇團團長

## 生平
祖父李桂春（藝名小達子）是河北梆子和京劇演員，父親李少春拜師余叔岩、周信芳、蓋叫天，兩代都是文武雙全（重唱工的文戲和重身段動作的武戲都很能做）的老生演員，母親侯玉蘭是京劇旦行演員。
他青少年時考進馬連良擔任校長的北京市戲曲學校，師從馬連良、王少樓、馬長禮等名師學唱老生，1969年畢業，到革命現代京劇（京劇現代戲）《杜鵑山》劇組工作，飾演李石堅（副生，正面人物）一角，並參與拍攝謝鐵驪執導的電影版。
1980年代中期后移民美國，1990年代初到台灣工作，直到現在。
1994年10月12日晚上，他在台灣國家音樂廳舉行「李寶春與兩岸國劇巨星：交響樂下唱皮黃」音樂會，胡炳旭指揮台灣國家交響樂團（當時叫國家音樂廳交響樂團），京劇樂隊（胡琴、鼓等）來自北京中國京劇院（現在的中國國家京劇院）。
這場音樂會讓他成為史上第1個，配上大型西方管弦樂伴奏演唱京劇的台灣演員，台灣國家交響樂團則成為台灣史上第1個給京劇伴奏的愛樂管弦樂團。
1996年，他錄製《一夜京戲》個人京劇唱腔音樂專輯，林鑫濤編曲，謝光榮打鼓，京劇胡琴（京胡）劉鐵山，京劇二胡（京二胡）王英奎。
1998年，創辦台北新劇團。

## 外部連結
- 台北新劇團  （页面存档备份，存于）
- 李寶春 紅氍毯上——戲說人生 [永久]